# Mia Franck
Mia Franck, född 1971 i Ekenäs, är en finlandssvensk författare och litteraturvetare.
Franck har studerat och undervisat vid Åbo Akademi, där hon 2009 disputerade med avhandlingen Frigjord oskuld. Heterosexuellt mognadsimperativ i svensk ungdomsroman. . Frank undervisar i litterärt skrivande och skriver artiklar för Åbo Underrättelser.